# NGC 4349-127
NGC 4349-127 är en ensam stjärna belägen i mellersta delen av stjärnbilden Södra korset och ingår i den öppna stjärnhopen NGC 4349. Den har en skenbar magnitud av ca 10,8 och kräver ett mindre teleskop för att kunna observeras. Baserat på parallax enligt Gaia Data Release 3 på ca 0,535 mas beräknas den befinna sig på ett avstånd av ca 6 100 ljusår (ca 1 870 parsec) från solen. Den rör sig närmare solen med en heliocentrisk radialhastighet av ca -11 km/s.

## Observation
År 2007 visade sig stjärnan ha en substellär följeslagare. NGC 4349-127 b är en brun dvärg (baserat på dess massa) med nästan 20 gånger massan av Jupiter. Inom en excentricitet på cirka 0,19 är dess omloppsbana måttligt elliptisk, ungefär samma som Merkurius i solsystemet. Den kretsar kring dess värdstjärna på ett avstånd av 2,38 AE med en omloppsperiod av 677,8 dygn. Detta objekt upptäcktes av Christophe Lovis och Michel Mayor vid Genèves observatorium med hjälp av tekniken för mätning av radiell hastighet.
En studie från 2018 med samma C. Lovis som författare fann dock att den radiella hastighetssignalen som motsvarar den föreslagna substellära följeslagaren med största sannolikhet orsakades av stjärnaktivitet, och därför existerar inte följeslagaren. En annan studie av samma forskarlag 2023 bekräftar också signalens stjärnuppkomst. En studie från 2024 fann också att den radiella hastighetssignalen orsakades av icke-radiala oscillationer.

## Egenskaper
NGC 4349-127 är troligen en röd jättestjärna. Den har en massa av ca 3 solmassor, en radie av ca 38 solradier och utsänder energi från dess fotosfär motsvarande ca 575 gånger solen vid en effektiv temperatur av ca 4 400